# USS Wichita (CA-45)
O USS Wichita foi um cruzador pesado operado pela Marinha dos Estados Unidos. Ele originalmente foi concebido como um membro da Classe New Orleans, porém seu projeto foi amplamente alterado antes do início da construção. Suas obras começaram em outubro de 1935 no Estaleiro Naval da Filadélfia e foi lançado ao mar em novembro de 1937, sendo comissionado na frota norte-americana em fevereiro de 1939. Era armado com uma bateria principal composta por nove canhões de 203 milímetros montados em três torres de artilharia triplas, tinha um deslocamento carregado de mais de treze mil toneladas e alcançava uma velocidade máxima de 33 nós (61 quilômetros por hora).
O Wichita patrulhou o Oceano Atlântico antes dos Estados Unidos entrarem na Segunda Guerra Mundial, com ele sendo inicialmente designado para escoltar comboios para a União Soviética no início de 1942 e depois para apoiar a invasão Aliada do Norte da África no final do ano. O cruzador foi transferido para a Guerra do Pacífico no ano seguinte, onde permaneceu até o fim do conflito. O Wichita fez parte da escolta de uma força tarefa de porta-aviões, frequentemente proporcionando defesa antiaérea, também tendo participado da Batalha do Mar das Filipinas e da Batalha do Golfo de Leyte, ambas em 1944. Nesta última, o Wichita ajudou a afundar o porta-aviões japonês Chiyoda.
A embarcação esteve muito envolvida na Batalha de Okinawa em 1945, proporcionando grande apoio de artilharia para as tropas norte-americanas em terra. O Japão se rendeu em agosto e o Wichita foi um dos primeiros navios de guerra que chegaram no Japão como parte da força de ocupação. Em seguida foi designado para transportar soldados norte-americanos de volta para casa, realizando duas viagens desse tipo até fevereiro de 1946. O cruzador foi colocado na reserva em julho e depois descomissionado em fevereiro de 1947. O Wichita permaneceu inativo na Frota de Reserva do Atlântico até o início de março de 1959, quando foi removido do registro naval e desmontado.

## Desenvolvimento
Curtis D. Wilbur, o Secretário da Marinha dos Estados Unidos, defendeu no início da década de 1930 um novo programa de construção para cruzadores rápidos e pesados. Ele conseguiu aprovar a Lei de Cruzadores de 1929, que autorizava várias novas embarcações. Cinco cruzadores pesados foram encomendados entre 1931 e 1934. O Wichita foi o último cruzador pesado permitido aos Estados Unidos pelos termos do Tratado Naval de Londres de 1930, que limitava o país a dezoito navios do tipo com um deslocamento padrão máximo de 10 160 toneladas. A embarcação originalmente seria construída como membro da Classe New Orleans, porém o projeto foi retrabalhado antes da construção começar. O Wichita acabou sendo inspirado nos cruzadores rápidos da Classe Brooklyn, mas muito modificado para que pudesse ter uma borda livre mais alta, melhor estabilidade e maior autonomia. A bateria secundária de oito canhões de 127 milímetros era idêntica aos cruzadores rápidos, mas arranjados de forma a terem melhores arcos de disparo. A bateria principal foi montada em novas torres de artilharia projetadas com o objetivo de retificar problemas descobertos em cruzadores anteriores.

## Projeto

### Características

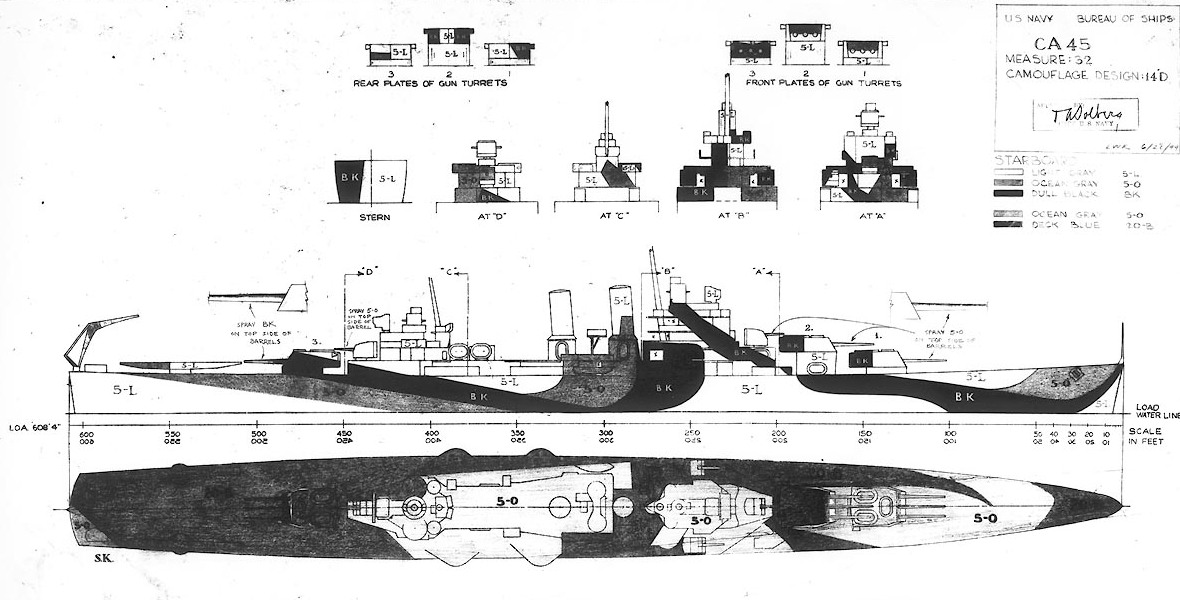
Desenho do Wichita

O Wichita tinha 182,9 metros de comprimento da linha de flutuação, 185,42 metros de comprimento de fora a fora, boca de 18,82 metros e calado de 7,24 metros. Seu deslocamento padrão era 10 759 toneladas e o deslocamento carregado de 13 224 toneladas. Sua tripulação consistia em 929 oficiais e marinheiros. Era equipado com quatro hidroaviões e duas catapultas na popa, mais um guindaste para manejar as aeronaves. O sistema de propulsão era composto por oito caldeiras Babcock & Wilcox de tubos d'água que impulsionavam quatro turbinas a vapor Parsons, cada uma girando uma hélice. A potência indicada era de 102 mil cavalos-vapor (75 mil quilowatts), suficiente para uma velocidade máxima de 33 nós (61 quilômetros por hora). Transportava entre 1 344 e 2 016 toneladas de óleo combustível, o que proporcionava uma autonomia de dez mil milhas náuticas (18 520 quilômetros) a quinze nós (28 quilômetros por hora).
O cinturão de blindagem tinha 162 milímetros de espessura à meia-nau, sendo feiro de blindagem Classe A. A espessura reduzia-se para 101 milímetros nas extremidades. Atrás do cinturão havia uma camada de aço de tratamento especial com dezesseis milímetros de espessura. O aço Classe A era significativamente mais eficaz que o Classe B usado em cruzadores anteriores; canhões de 203 milímetros precisavam estar a menos de 9,1 quilômetros de distância para poderem perfuram o cinturão, diferentemente dos quinze quilômetros da blindagem anterior. O Wichita tinha um convés com 57 milímetros de espessura, que era imune a projéteis de 203 milímetros a menos de 20,1 quilômetros de distância. A torre de comando tinha laterais de 152 milímetros e teto de 57 milímetros. As torres de artilharia principais tinham frentes de 203 milímetros, laterais de 95 milímetros, traseiras de 38 milímetros e tetos de setenta milímetros. As torres ficavam em cima de barbetas blindadas protegidas por placas de 177 milímetros de espessura.

### Armamentos
A bateria principal do Wichita consistia em nove canhões Marco 12 calibre 55 de 203 milímetros montados em três torres de artilharia triplas. As armas disparavam projéteis de 152 quilogramas a uma velocidade de saída de 760 metros por segundo. Sua elevação máxima era de 41 graus, o que proporcionava um alcance de 27,4 quilômetros. A cadência de tiro era de aproximadamente um disparo a cada quinze segundos. As torres permitiam que cada armas elevasse e disparasse individualmente. A bateria secundária consistia em oito canhões de duplo-propósito Marco 12 calibre 38 de 127 milímetros, quatro em montagens individuais fechadas Marco 30 e quatro em montagens abertas. Estas armas disparavam projéteis de 25 quilogramas a uma velocidade de saída de 790 metros por segundo e com uma cadência de tiro de vinte disparos por minuto. Contra alvos aéreos, em elevação máxima de 85 graus, o teto máximo de disparo era de 11,3 quilômetros de altura. Contra alvos de superfícies os canhões podiam disparar a um alcance máximo de 16,6 quilômetros a uma elevação de 45 graus. O Wichita foi o primeiro cruzador dos Estados Unidos equipado com o canhão calibre 38 de 127 milímetros.
A embarcação foi equipada várias armas menores para defesa antiaérea no decorrer de sua carreira até agosto de 1945. Dezesseis canhões Bofors de 40 milímetros foram instalados em quatro montagens quádruplas, mais oito canhões em quatro montagens duplas. Também tinha dezoito canhões Oerlikon de 20 milímetros em montagens únicas. As armas de 40 milímetros tinham um teto de disparo de 6,9 quilômetros a uma elevação de noventa graus e uma cadência de tiro máxima de 160 disparos por minuto. As armas de 20 milímetros tinham uma cadência de tiro de 465 a 480 disparos por minuto, com seu teto máximo sendo de três quilômetros. O navio também foi equipado com uma variedade de sistemas de controle de disparo, incluindo um equipamento de controle Marco 34 e radares de controle de disparo Marco 13 e Marco 28.

## História

### Tempos de paz

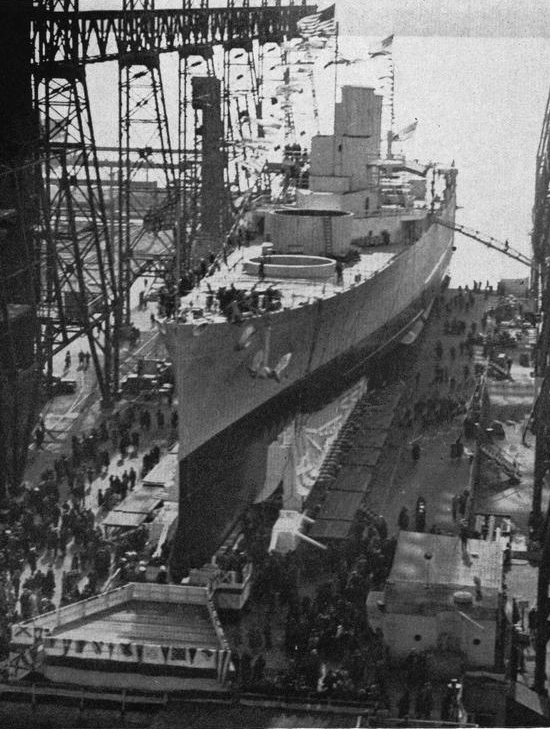
O lançamento do Wichita em 16 de novembro de 1937

O batimento de quilha do Wichita ocorreu em 28 de outubro de 1935 no Estaleiro Naval da Filadélfia, na Pensilvânia. Foi lançado ao mar em 16 de novembro de 1937, quando foi batizado por Margaret Weigester, filha de William Augustus Ayres, o presidente da Comissão Federal de Comércio. Descobriu-se em fevereiro de 1938, quando o navio foi finalizado, que ele estava quase acima do limite de 10,1 mil toneladas; consequentemente, foi completado com apenas dois de seus oito canhões de 127 milímetros para que pudesse ficar abaixo das restrições do Tratado Naval de Londres. Foi constatado depois que as armas restantes foram instaladas que o cruzador era muito pesado acima da linha d'água, assim 203,6 toneladas de gusa foram adicionadas ao fundo da embarcação com o objetivo de equilibrá-lo. O Wichita foi comissionado na Marinha dos Estados Unidos em 16 de fevereiro de 1939 com o número de registro CA-45. Seu primeiro oficial comandante foi o capitão Thaddeus A. Thomson.
O cruzador seguiu para Houston, no Texas, logo depois de seu comissionamento. Chegou em 20 de abril e participou da dedicatória e serviço memorial do Monumento de San Jacinto. Deixou Houston em 1º de maio para seu cruzeiro de testes, durante o qual visitou as Ilhas Virgens, Cuba e as Bahamas, retornando então para a Filadélfia a fim de passar por reparos pós-testes. O Wichita foi designado para a Divisão de Cruzadores 7 na Esquadra do Atlântico em 25 de setembro, apenas algumas semanas depois do início da Segunda Guerra Mundial, ficando baseado em Hampton Roads. Realizou sua primeira patrulha de neutralidade entre 4 e 9 de outubro. Foi para uma doca seca no Estaleiro Naval de Norfolk, na Virgínia, assim que retornou para manutenção, com os trabalhos durando até 1º de dezembro. Três dias seguiu para a Baía de Guantánamo, em Cuba, chegou no dia 8. Thomson assumiu no local o comando da recém-formada Patrulha Caribenha, que incluía o Wichita, o cruzador pesado USS Vincennes, os contratorpedeiros USS Borie, USS Broome, USS Lawrence, USS King e USS Truxtun, mais os Esquadrões de Patrulha 33 e 51. Os navios realizaram uma série de exercícios de treinamento no Mar do Caribe pelos três meses seguintes. O Wichita voltou para Norfolk no final de fevereiro de 1940, participando de mais treinamentos até maio.

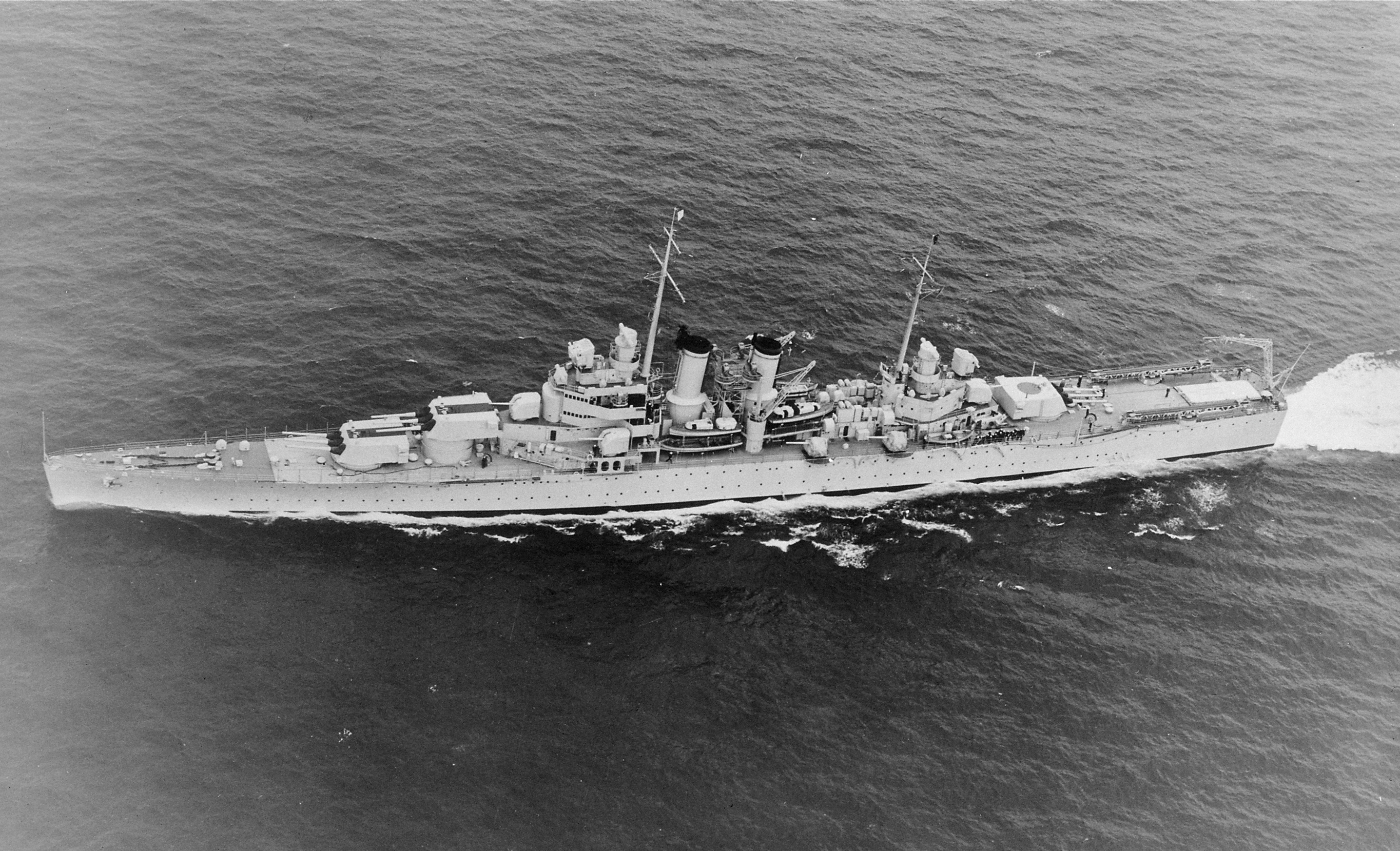
O Wichita em 1º de maio de 1940

O Wichita e o cruzador pesado USS Quincy realizaram uma viagem pela América do Sul, com o Wichita sendo a capitânia do contra-almirante Andrew C. Pickens, o comandante da Divisão de Cruzadores 7. As paradas incluíram Rio de Janeiro e Santos no Brasil, Buenos Aires na Argentina e Montevidéu no Uruguai. O cruzeiro terminou no final de setembro e os dois chegaram de volta em Norfolk no dia 24. Pelos três meses seguintes o Wichita serviu de navio-escola para aspirantes da reserva e realizou exercícios de artilharia. O navio deixou Hampton Roads em 7 de janeiro de 1941 e navegou para a Baía de Guantánamo, chegando quatro dias depois. Participou de manobras no Mar do Caribe até março e então de exercícios de desembarques anfíbios em Porto Rico. Retornou para os Estados Unidos e entrou no Estaleiro Naval de Nova Iorque em 23 de março. O Wichita voltou para o mar em 6 de abril, seguindo para as Bermudas, onde chegou dois dias depois. Juntou-se ao porta-aviões USS Ranger e ao cruzador pesado USS Tuscaloosa para uma patrulha no Oceano Atlântico, durante o qual navegaram até oitocentas milhas náuticas (1,5 mil quilômetros) da Irlanda.
O cruzador voltou para o Estaleiro Naval de Nova Iorque em 17 de maio e entrou em uma doca seca em 21 de junho. A manutenção terminou em 2 de julho e o Wichita foi enviado para Newport, em Rhode Island. Partiu em 27 de julho para a Islândia como parte da Força Tarefa 16 sob a Operação Índigo II, a Ocupação Aliada da Islândia. Chegou em Reykjavík em 6 de agosto junto com o porta-aviões USS Wasp e o couraçado USS Mississippi. Um contingente de tropas do Exército dos Estados Unidos foi desembarcado junto com caças para proporcionar suporte aéreo. O cruzador voltou para casa em 20 de agosto, mas retornou para a Islândia em setembro, aportando em Reykjavík no dia 28. A Marinha dos Estados Unidos tinha ordenado dois dias antes que seus navios no Atlântico protegessem qualquer embarcação mercante dentro das águas defensivas do país. As ordens autorizavam patrulhas, escoltas e ataques a quaisquer forças alemãs ou italianas encontradas. O Wichita foi designado para o Grupo de Tarefas 7.5, que ficou fazendo patrulha ao redor da Islândia até o final do ano. O Japão atacou Pearl Harbor, no Havaí, em 7 de dezembro, fazendo os Estados Unidos entrarem na guerra.

### Segunda Guerra Mundial

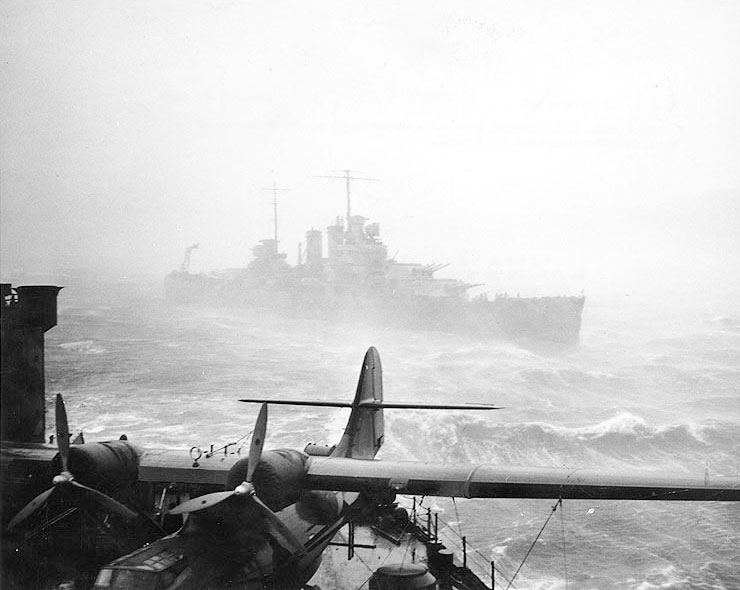
O Wichita durante uma tempestade no Atlântico em janeiro de 1942

#### Atlântico
O Wichita deixou Hvalfjörður, um fiorde na Islândia, em 5 de janeiro de 1942 e seguiu para realizar patrulhas e treinamentos no Estreito da Dinamarca, retornando no dia 10. Uma grandes tempestade com ventos de oitenta nós (150 quilômetros por hora) e rajadas de até cem nós (190 quilômetros por hora) acertou a Islândia cinco dias depois. O cruzador foi danificado pela tempestade, primeiro colidindo com o cargueiro norte-americano SS West Nohno e depois pela traineira britânica HMS Ebor Wyke, em seguida encalhando próximo de Hrafneyri. Sua tripulação avaliou a condição do navio no dia seguinte; tinha sofrido apenas danos leves a partir das colisões, incluindo alguns vazamentos, e do encalhamento sofreu alguns danos ao casco. Reparos temporários foram realizados na Islândia a fim de permitir que o Wichita voltasse para o Estaleiro Naval de Nova Iorque para reparos permanentes. Chegou no local em 9 de fevereiro e os reparos duraram até o dia 26, quando deixou o estaleiro para manobras próximo do litoral do Maine no início de março.

##### Escolta de comboios
O cruzador foi designado em 26 de março para integrar a Força Tarefa 39 e deixou os Estados Unidos com o objetivo de reforçar a Frota Doméstica britânica em sua base em Scapa Flow. A Força Tarefa 39 era comandada pelo contra-almirante John W. Wilcox Jr. e também incluía o Wasp, o Tuscaloosa, o couraçado USS Washington e oito contratorpedeiros. Wilcox foi varrido pelo mar do convés do Washington durante a viagem e morreu. O contra-almirante Robert C. Giffen, que tinha o Wichita como sua capitânia, assumiu o comando da formação. Os navios norte-americanos passaram várias semanas treinando com os britânicos depois de chegarem em Scapa Flow. O Wichita partiu em 28 de abril para sua primeira grande operação com os britânicos. Foi designado para a escolta dos Comboios QP 11 e PQ 15. O componente norte-americano foi designado como Força Tarefa 99, composta pelo Washington, Wichita, Tuscaloosa e quatro contratorpedeiros. Os britânicos enviaram o porta-aviões HMS Victorious, o couraçado HMS King George V, o cruzador rápido HMS Kenya e cinco contratorpedeiros. A escolta foi bem-sucedida e o Wichita voltou para Hvalfjörður, chegando em 6 de maio.

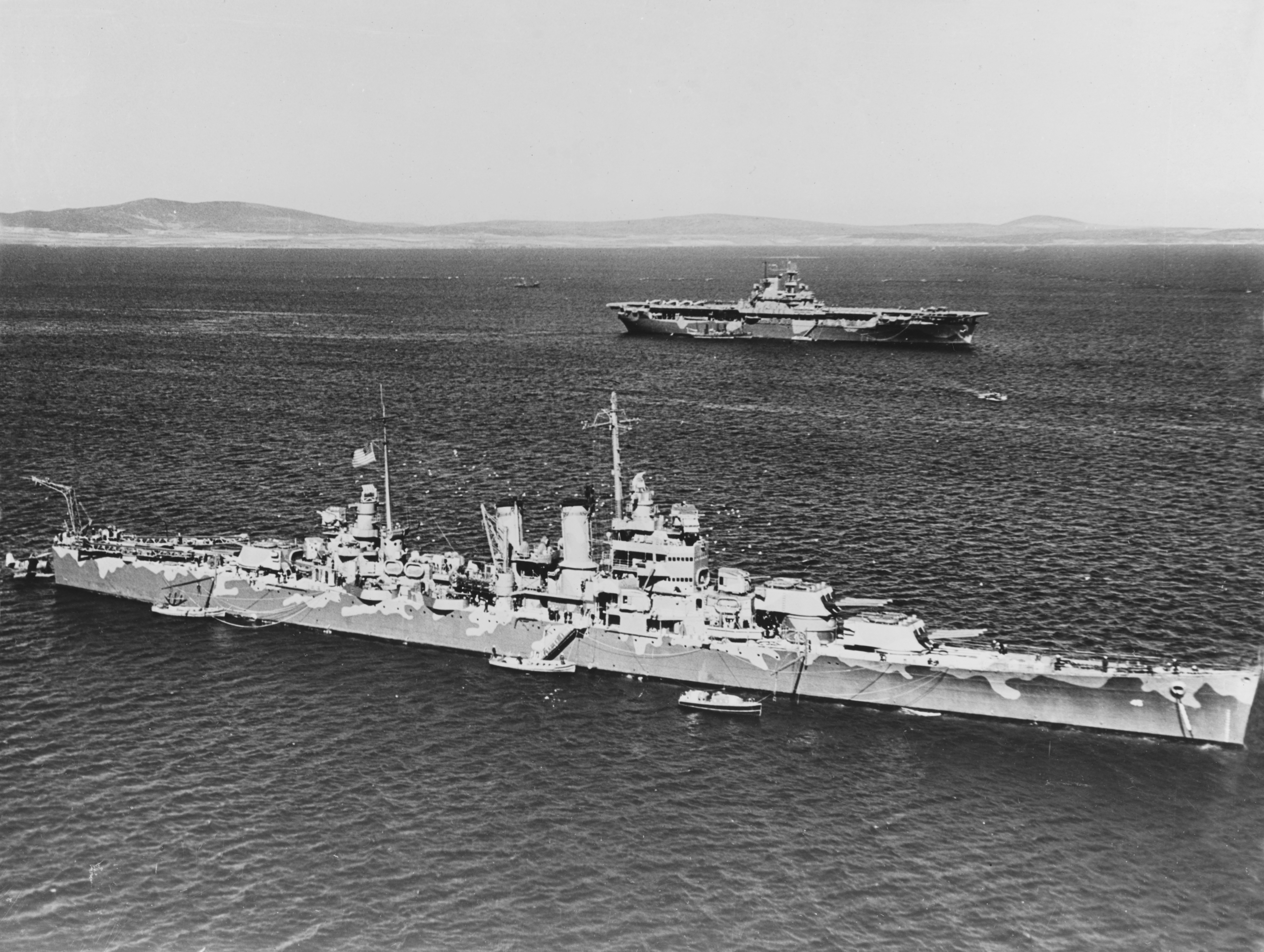
O Wichita e o Wasp ancorados em Scapa Flow em abril de 1942

O Wichita fez uma surtida em 12 de maio a fim de substituir o Tuscaloosa, que estava patrulhando o Estreito da Dinamarca. Voltou para Hvalfjörður uma semana depois, sendo então colocado na escolta de mais comboios Aliados, protegendo a primeira parte da viagem do Comboio PQ 16 para Murmansk, na União Soviética, e o retorno do Comboio QP 12. Foi para Scapa Flow ao finalizar esta operação. Enquanto estava no local recebeu uma visita do rei Jorge VI do Reino Unido em 7 de junho. O Wichita deixou Scapa Flow em 12 de junho rumo a Hvalfjörður, chegando dois dias depois, em seguida substituiu o cruzador pesado britânico HMS Cumberland na patrulha do Estreito da Dinamarca. Enquanto estava nesta missão avistou um avião de reconhecimento Focke-Wulf Fw 200 Condor alemão e abriu fogo, porém não acertou o alvo. O navio avistou e atacou outro Condor três dias depois, mas novamente sem sucesso.
Foi para Seyðisfjörður no final de junho, juntando-se ao Tuscaloosa e três contratorpedeiros. Foram designados para a escolta do Comboio PQ 17, que também tinha o Washington, Victorious e o couraçado HMS Duke of York. Os alemães organizaram uma força para tentar atacar o comboio, tendo o couraçado Tirpitz e três cruzadores pesados; esta ação foi chamada de Operação Movimento do Cavalo. Enquanto isso, a inteligência sueca relatou a partida dos alemães ao Almirantado Britânico, que ordenou que seus navios dispersassem. Os alemães sabiam que tinham sido detectados e abortaram a operação, deixando que o ataque para submarinos e Luftwaffe. As embarcações espalhadas não podiam ser protegidas pelas escoltas e foram presas fáceis para os alemães, que afundaram 21 dos 34 navios de transporte. As embarcações avistaram e perseguiram no dia seguinte dois Condor ao sul de Svalbard. O Wichita e o Tuscaloosa abriram fogo, mas as aeronaves escaparam ilesas.
O cruzador entrou em uma doca seca em Rosyth, na Escócia, no final de julho. Reparos duraram de 24 de julho até 9 de agosto, incluindo uma tentativa de correção de vibrações em um dos eixos das hélices. Entretanto, estes consertos no eixo não resolveram o problema, forçando o navio a retornar para os Estados Unidos. Chegou no Estaleiro Naval de Nova Iorque em 22 de agosto e os reparos duraram até 5 de setembro. Realizou testes marítimos e em seguida exercícios de artilharia na Baía de Chesapeake. O Wichita ficou realizando treinamentos no litoral da Virgínia pelo restante do mês, navegando então para a Baía de Casco, no Maine, para mais manobras.

##### Operação Tocha

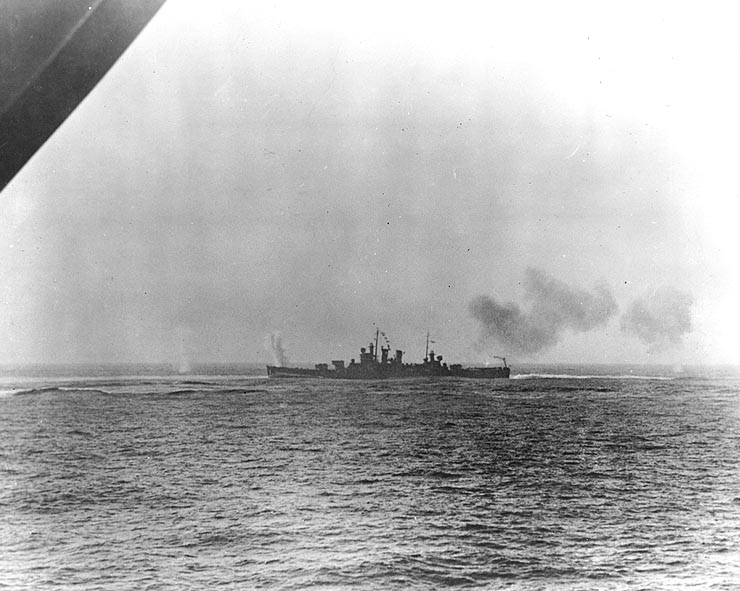
O Wichita disparando contra o Jean Bart em 8 de novembro de 1942

O Wichita foi designado no final de outubro para o Grupo de Tarefas 34.1, sob o comando do contra-almirante Henry Kent Hewitt a bordo do cruzador pesado USS Augusta. A força também tinha o Tuscaloosa e o couraçado USS Massachusetts. As embarcações foram designadas para darem suporte para a Operação Tocha, a invasão do Norte da África Francês. Eles participaram da Batalha Naval de Casablanca, que começou na manhã de 8 de novembro. Os navios foram encarregados de neutralizar as principais defesas francesas, que incluíam canhões costeiros em El Hank, vários submarinos e o incompleto couraçado Jean Bart, que estava ancorado no porto. O Wichita e o Tuscaloosa inicialmente atacaram as baterias costeiras e os abrigos de submarinos, enquanto o Massachusetts atacou o Jean Bart. As forças navais francesas, lideradas pelo cruzador rápido Primauguet, armaram uma defesa ferrenha.
Os franceses lançaram dois ataques para tentarem quebrar os desembarques. Durante o primeiro, o Wichita ou o Tuscaloosa danificaram o contratorpedeiro Milan. No segundo ataque, um dos dois cruzadores afundou o contratorpedeiro Frondeur e danificou o Fougueux. O Wichita e o Tuscaloosa então juntaram-se ao Massachusetts contra o Jean Bart. O Wichita foi atingido às 11h28min por um projétil de 194 milímetros disparado por um dos canhões em El Hank. O projétil penetrou o convés e explodiu abaixo, ferindo catorze tripulantes. Hewitt interrompeu o ataque temporariamente, mas os navios voltaram a disparar às 13h12min contra as embarcações francesas deixando o porto. O Wichita e o Tuscaloosa se aproximaram do porto para enfrentarem os cruzadores rápidos Primauguet e Gloire. Disparos ferrenhos das baterias de El Hank forçaram os dois navios norte-americanos a recuarem pouco depois das 15h00min. O Wichita passou o resto das operações no Norte da África patrulhando o litoral entre Casablanca e Fedhala. Ele deixou a área em 12 de novembro e retornou para Nova Iorque a fim de passar por reparos, chegando no dia 19.

#### Pacífico

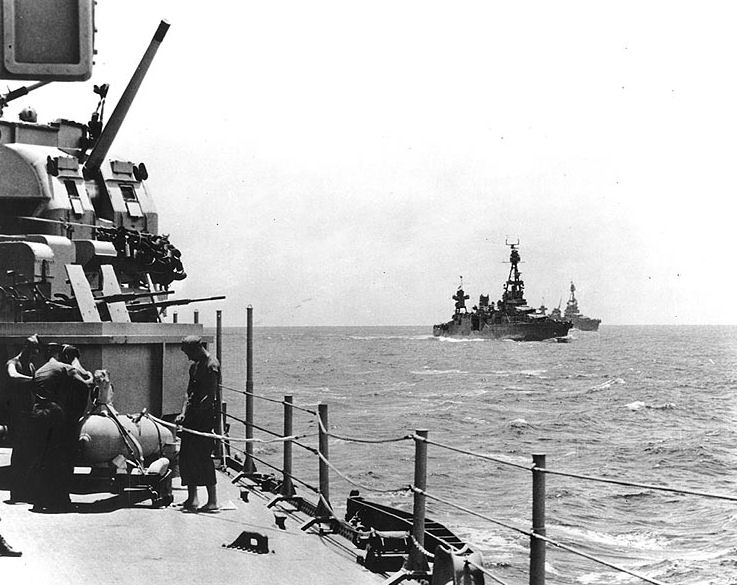
O Louisville e o Chicago vistos do Wichita próximos da Ilha Rennell

O Wichita foi transferido para a Guerra do Pacífico depois de seus reparos terem sido finalizados. Foi designado para a Força Tarefa 18, comandada por Giffen, sendo encarregada de operações em Guadalcanal. Recebeu a companhia dos cruzadores pesados USS Louisville e USS Chicago, os cruzadores rápidos USS Montpelier, USS Cleveland e USS Columbia. Também presentes na força tarefa estavam os porta-aviões de escolta USS Chenango e USS Suwannee, mais oito contratorpedeiros. As embarcações estavam navegando próximos da Ilha Rennell na noite de 29 de janeiro de 1943. Eles tinham sido avisados da ameaça de submarinos japoneses, que a inteligência Aliada tinha indicado que eram prováveis na área, assim Giffen organizou seus cruzadores e contratorpedeiros para defesa antissubmarina, não esperando um ataque aéreo. Os cruzadores alinharam-se em duas colunas, estando a 2,3 quilômetros de distância um do outro. O Wichita, Chicago e Louisville, nesta ordem, estavam na coluna de estibordo, enquanto o Montpelier, Cleveland e Columbia estavam à bombordo. Os contratorpedeiros estavam em uma semicírculo a 1,7 milhas náuticas (3,2 quilômetros) à frente das colunas de cruzadores. Os navios foram atacados por torpedeiros japoneses naquela noite, resultando na Batalha da Ilha Rennell. O Chicago foi atingido várias vezes e afundou, enquanto o Wichita foi atingido por um torpedo, mas este não detonou.

##### Ilhas Aleutas

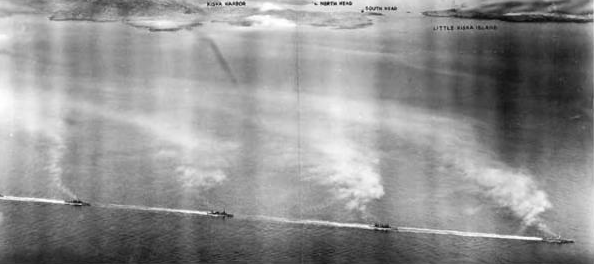
Da direita para a esquerda: o Wichita, San Francisco, Louisville e USS Santa Fe bombardeando Kiska em 22 de julho de 1943

O Wichita navegou para Éfaté, nas Novas Hébridas, para treinamentos. Partiu em 7 de abril e seguiu para Pearl Harbor, chegando uma semana depois. Depois disso rumou para Adak, no Alasca, em 18 de abril como parte do Grupo de Tarefas 52.10, novamente como a capitânia de Giffen. Foi designado no início de maio para uma força anfíbia encarregada de libertar as Ilhas Aleutas do controle japonês. O Wichita foi a capitânia da Força de Cobertura Norte, que também tinha os cruzadores pesados Louisville e USS San Francisco, mais quatro contratorpedeiros. O Wichita bombardeou posições japonesas na ilha de Kiska em 6 de julho junto com outros três cruzadores e quatro contratorpedeiros. Este bombardeio convenceu os japoneses que os norte-americanos tinham a intenção de invadir a ilha em um futuro próximo, consequentemente planejaram sua evacuação para o final do mês.
Uma poderosa força que incluía os três couraçados da Classe New Mexico juntaram-se ao Wichita e outros cruzadores em 19 de julho para mais um ataque contra Kiska três dias depois. Leituras errôneas de radar fizeram a frota entrar em batalha contra o nada em 27 de julho; o Wichita, dois dos couraçados e dois outros cruzadores gastaram mais de mil projéteis de artilharia de suas baterias principais contra inimigos inexistentes. Os japoneses conseguiram evacuar Kiska no mesmo dia, que acabou invadida pelos norte-americanos duas semanas depois. O Wichita depois lançou um hidroavião para fazer o reconhecimento da área depois do confronto contra o nada, mas não encontrou evidências de embarcações japonesas.

##### Ilhas Gilbert e Marshall
O cruzador ficou participando de exercícios no Havaí pelo restante do ano. Partiu em 16 de janeiro de 1944 para a invasão das Ilhas Marshall. Foi designado para o Grupo de Tarefas 58.3, sob o comando do contra-almirante Frederick C. Sherman. A formação também tinha o porta-aviões USS Bunker Hill, os porta-aviões rápidos USS Cowpens e USS Monterey, os couraçados Massachusetts, USS North Carolina, USS South Dakota e USS Alabama, mais vários contratorpedeiros. O Wichita proporcionou defesa antiaérea para os porta-aviões enquanto estes realizavam ataques contra Kwajalein e Enewetak entre 29 e 31 de janeiro. O cruzador foi para Majuro em 4 de fevereiro e transferido para o Grupo de Tarefas 58.2. Esta deixou Majuro no dia 12 para realizar quatro dias depois a Operação Granizo, um ataque aéreo contra a base naval japonesa em Truk.
Aeronaves japonesas lançaram um ataque contra o Grupo de Tarefas 58.2 na noite de 16 de fevereiro e torpedearam o porta-aviões USS Intrepid. A Unidade de Tarefas 58.2.4, que incluía o Wichita, foi destacada para escoltar o Intrepid para segurança. As embarcações chegaram em Majuro em 20 de fevereiro e então partiram para o Havaí oito dias depois. Chegaram em Pearl Harbor em 4 de março e no dia 9 o Wichita se tornou a capitânia da Divisão de Cruzadores 6. Esta deixou o Havaí em 15 de março para voltar à Majuro, onde chegou cinco dias depois. O navio se juntou à Força Tarefa de Porta-Aviões Rápidos no local, que seguiu para atacar bases japonesas em Yap, Woleai e Palau. Depois disso o Wichita deu suporte para ataques contra Hollandia, na Nova Guiné, entre 13 e 22 de abril. A força tarefa voltou para Truk em 29 de abril para mais ataques aéreos contra a base. O navio e vários cruzadores e contratorpedeiros bombardearam alvos em Satawan, nas Ilhas Carolinas, enquanto os porta-aviões realizavam seus ataques.

##### Ilhas Marianas e Palau

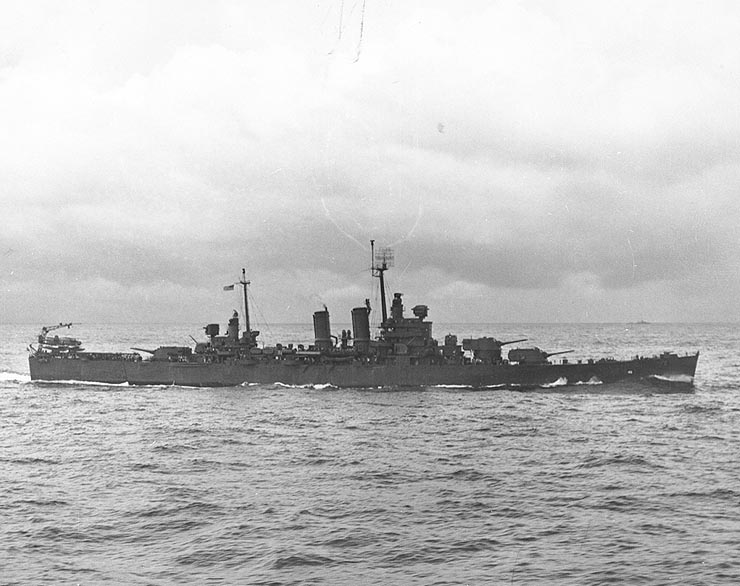
O Wichita em 2 de maio de 1944

O Wichita voltou para Majuro em 4 de maio e passou um mês realizando treinamentos. Foi reintegrado à frota em junho, época em que ela estava se reunindo em Kwajalein em preparação para operações contra as Ilhas Marianas. O cruzador foi em seguida designado para a Unidade de Tarefas 53.10.8, que bombardeou Saipã em 13 de junho. O Wichita no dia seguinte bombardeou posições de artilharia japonesas em Guam, retornando para Saipã mais tarde no mesmo dia. Juntou-se ao Grupo de Tarefas 58.7 em 17 de junho, com esta força patrulhando ao oeste das Marianas pelos três dias seguintes em uma tentativa de interceptar a grande força de porta-aviões japoneses que os norte-americanos sabiam que estava vindo. Os porta-aviões atacaram a frota norte-americana em 19 de junho, iniciando a Batalha do Mar das Filipinas. O Wichita contribuiu com a defesa antiaérea e seus artilheiros reivindicaram terem ajudado a abater dois torpedeiros Nakajima B5N. A embarcação foi destacada no dia 25 para escoltar transportes de tropas e porta-aviões de escolta até Saipã. Esta ação durou até a primeira semana de julho. Foi designado para a Unidade de Tarefas 53.18.1 e bombardeou novamente posições japoneses em Guam entre 8 e 12 de julho, e mais uma vez a partir do dia 18.
O navio deixou Guam em 10 de agosto e seguiu para Enewetak. Chegou três dias depois e permaneceu no local até o dia 29, quando partiu como parte do Grupo de Tarefas 38.1. Escoltou os porta-aviões da formação enquanto lançavam ataques aéreos contra vários alvos japoneses em Palau, nas Ilhas Carolinas, nas Filipinas e nas Índias Orientais Neerlandesas. A força primeiro atacou alvos em Palau e Morotai. O Grupo de Tarefas 38.1 proporcionou a cobertura aérea em meados de setembro para a invasão de Morotai; esta operação durou até 21 de setembro. Os porta-aviões lançaram no dia seguinte ataques aéreos contra Manila, nas Filipinas. Aeronaves japonesas lançaram um contra-ataque na manhã do dia 22. O Wichita abateu um avião às 7h34min que estava a apenas 45 metros de distância. Abateu outro às 7h45min. O cruzador continuou a proporcionar defesa antiaérea para os porta-aviões enquanto estes atacavam instalações japonesas em Cebu, Negros e Coron.

##### Filipinas
O Wichita partiu em 2 de outubro para dar apoio a uma incursão contra Okinawa. A frota chegou na região no dia 10 e lançou seu ataque, enquanto no dia seguinte atacaram Aparri e Luzon. Depois realizaram um ataque contra Formosa, tendo como alvo campos de pouso japoneses em preparação para a iminente invasão das Filipinas. Bombardeios japoneses atacaram a frota em 13 de outubro e danificaram seriamente o cruzador pesado USS Canberra. O Wichita rebocou o Canberra para segurança até ser substituído pelo rebocador USS Munsee no dia 15, depois disso assumindo posição de escolta do navio danificado; esta flotilha posteriormente recebeu o também danificado cruzador rápido USS Houston. As embarcações foram atacadas novamente no dia seguinte, com o Houston sendo torpedeado mais uma vez. O Wichita deixou os cruzadores danificados em 21 de outubro depois de alcançarem áreas mais seguras. Voltou para a frota em Luzon, onde foi designado para a Força Tarefa 54 sob o comando do vice-almirante Willis Lee.

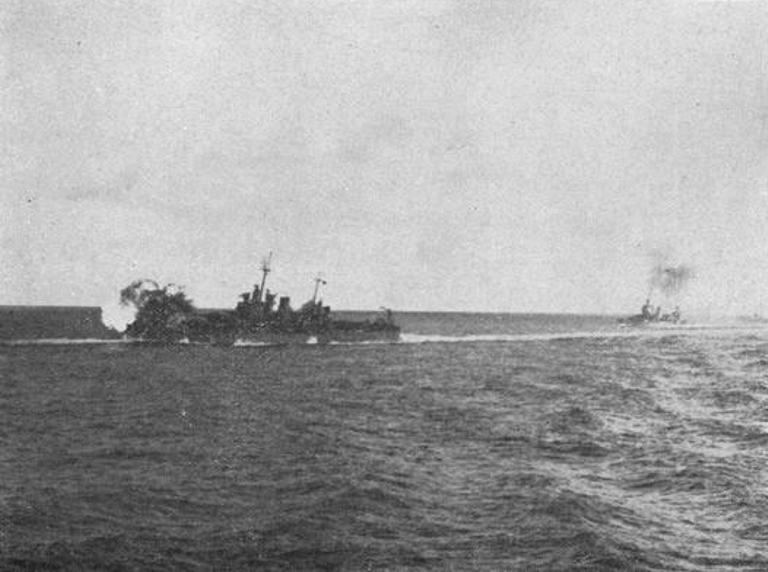
O Wichita durante a Batalha do Golfo de Leyte em 25 de outubro de 1944

Estava presente na Batalha do Golfo de Leyte em outubro. A Força Tarefa de Porta-Aviões Rápidos navegou para o norte no dia 25 com o objetivo de atacar a Força Norte japonesa. O Wichita novamente fez a escolta dos porta-aviões, que danificaram ou afundaram vários dos porta-aviões japoneses. A Força Tarefa 54 foi destacada para finalizar vários navios que tinham sido danificados, com o Wichita e outros três cruzadores afundando o porta-aviões rápido Chiyoda e o contratorpedeiro Hatsuzuki. O Wichita gastou 22 por cento de seus projéteis perfurantes contra os dois navios, equivalendo a 148 projéteis contra o Chiyoda e 173 contra o Hatsuzuki. O cruzador retornou para a escolta dos porta-aviões próximo de Samar depois da batalha. Proporcionou no dia 28 suporte de artilharia para tropas que desembarcaram em Leyte. Dois dias depois se defendeu de um ataque aéreo japonês contra a frota.
O Wichita deixou a aérea em 31 de outubro e seguiu para Ulithi, onde chegou em 2 de novembro. Reabasteceu e então retornou para Leyte, onde permaneceu até novembro. Sua tripulação detectou grandes vibrações em seu motor Nº 4, descobrindo-se que o eixo tinha se quebrado e a hélice estava se arrastando. Foi destacado em 18 de novembro para passar por reparos na Califórnia, parando no caminho em Ulithi. Mergulhadores descobriram ainda no local rachaduras nos suportes do eixo da hélice Nº 3, deixando a embarcação com apenas duas hélices operacionais. Chegou em Los Angeles em 15 de dezembro e entrou no Estaleiro Naval da Ilha Terminal em seguida, com os reparos durando até 8 de fevereiro de 1945. Partiu para Pearl Harbor no dia 28 e chegou em 6 de março, prosseguindo para Ulithi cinco dias depois.

##### Okinawa
A embarcação chegou em Ulithi em 20 de março e foi designada no dia seguinte para a Força Tarefa 54, partindo para participar da invasão de Okinawa. Foi colocado na Unidade de Tarefas 54.2.3, que deveria dar cobertura para draga-minas próximos de Okinawa a partir do dia 25. O Wichita bombardeou posições japonesas durante a tarde do dia seguinte. Aeronaves inimigas atacaram os navios na manhã do dia 27, com os artilheiros do cruzador abatendo um avião. Retomou suas funções de bombardeio litorâneo mais tarde no mesmo dia em preparação para a invasão anfíbia. Continuou a bombardear a ilha no decorrer de 28 de março e recuou no dia seguinte para as Ilhas Kerama a fim de reabastecer munição. O Wichita voltou para Okinawa ainda no mesmo dia para dar cobertura para equipes de demolição subaquática enquanto liberavam as praias de obstáculos, função que exerceu até o dia seguinte. Ele bombardeou uma muralha marítima no dia 31 com o objetivo de criar um buraco em preparação para os desembarques.
A invasão começou em 1º de abril e o Wichita deu suporte de artilharia para o desembarque das tropas nas praias do sul. Ele deixou a linha de tiro por volta do meio-dia a fim de reabastecer munição. Retomou seu bombardeio no dia seguinte e foi reabastecer novamente em 3 de abril, passando então a dar apoio aos draga-minas no dia 4. O cruzador bombardeou defensores japoneses em Okinawa na noite de 4 para 5 de abril. A embarcação então foi designada para o Grupo de Tarefas 51.19 com o objetivo de bombardear Tsugen Shima, tendo a companhia do Tuscaloosa e dos couraçados USS Arkansas e USS Maryland. Entretanto, esta missão foi cancelada depois de aeronaves japonesas terem sido avistadas vindo em direção da frota. O Wichita mesmo assim bombardeou baterias costeiras em Chiyama Shima naquela mesma tarde.
Um caça Mitsubishi A6M Zero tentou atacar o Wichita em 6 de abril. A aeronave desceu das nuvens à bombordo do navio. Seus artilheiros antiaéreos abriram fogo e um dos canhões de 20 milímetros conseguiu destruir a cauda do Zero. Este guinou para longe fora de controle, soltando sua bomba de 230 quilogramas, que caiu a aproximadamente quinze metros do cruzador. A asa bateu no convés antes do avião cair no mar. Onze tripulantes se feriram, porém o Wichita em si ficou ileso. Ele navegou para a Baía de Nakagusuku no dia seguinte a fim de bombardear uma bateria costeira. Disparos dos canhões japoneses caíram próximos do navio, mas este não foi atingido e conseguiu neutralizar a bateria. A embarcação continuou a bombardear as defesas japonesas na ilha pelos dois dias seguintes, recuando em 10 de abril para reabastecer munição.
O Wichita continuou com o suporte de artilharia pelo restante do mês. Um projétil de tamanho pequeno penetrou um de seus tanques de combustível abaixo da linha d'água em 27 de abril. Reparos temporários foram realizados ainda em Okinawa, mas não foram bem-sucedidos, assim o navio retornou para Kerama Retto, onde os danos foram consertados entre os dias 29 e 30. O cruzador então retornou para a linha de tiro, sendo danificado pro fogo amigo em 12 de maio. Um projétil de 127 milímetros acertou a catapulta de hidroaviões de bombordo, com fragmentos acertando o escudo do diretório antiaéreo, matando um tripulante e ferindo outros onze. O Wichita deixou a área para descanso e revisões em Leyte, retornando para Okinawa em 18 de junho. Continuou a dar suporte de artilharia para as tropas em terra no decorrer de julho. O Japão se rendeu em 15 de agosto e a guerra finalmente acabou. O cruzador foi condecorado com treze estrelas de batalha por seu serviço na Segunda Guerra Mundial.

### Pós-guerra

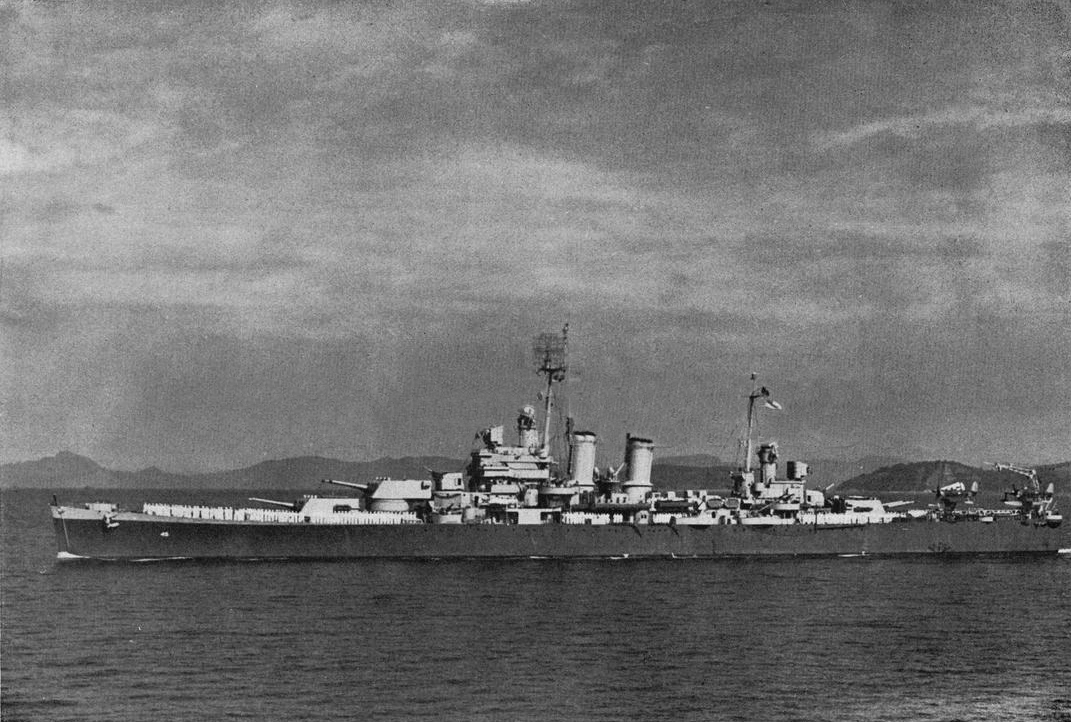
O Wichita no Japão em outubro de 1945

O navio foi designado para a força de ocupação pouco depois do fim da guerra. Deixou Okinawa em 10 de setembro e seguiu para Nagasaki, chegando no dia seguinte como parte do Grupo de Tarefas 55.7. Estava escoltado por um contratorpedeiro, dois contratorpedeiros de escolta, dois draga-minas e o navio hospital USS Haven. O Wichita foi transferido para Sasebo em 25 de setembro, mas retornou para Nagasaki quatro dias depois. Foi para Sasebo novamente pouco tempo depois, com um forte tufão passando pela área entre 9 e 11 de outubro. O cruzador não foi danificado na tempestade. Sua tripulação inspecionou navios e instalações portuárias no local com o objetivo de garantir que os japoneses estavam cumprindo os termos da rendição.
O navio foi designado em 5 de novembro para a Operação Tapete Mágico, a repatriação de soldados norte-americanos. Reabasteceu em Tóquio e então partiu para São Francisco, onde chegou em 24 de novembro e dois dias depois entrou no Estaleiro Naval da Ilha Mare. Reparos e modificações foram finalizados até 1º de dezembro, com o Wichita seguindo para o Havaí no dia 6. Chegou em Pearl Harbor em 12 de dezembro e então seguiu para as Ilhas Marianas. Embarcou vários soldados de Saipã e navegou de volta para São Francisco, chegando em 12 de janeiro de 1946. Deixou o porto no dia 27 e prosseguiu para a Costa Leste, atravessando o Canal do Panamá entre 5 e 9 de fevereiro e chegando na Filadélfia no dia 14. Foi designado no local para a Décima Sexta Frota e colocado na reserva em 15 de julho. O Wichita foi descomissionado em 3 de fevereiro de 1947.
A Marinha dos Estados Unidos considerou converter o Wichita em um cruzador de mísseis guiados no final da década de 1940, porém os cruzadores pesados Canberra e USS Boston da Classe Baltimore acabaram sendo os escolhidos para tal fim. O navio permaneceu inativo na Filadélfia até ser removido do registro naval em 1º de março de 1959, sendo vendido em 14 de agosto para a Union Minerals and Alloys Corporation, sendo rebocado para a Flórida a fim de ser desmontado.